# Manuel Zarzo
Manuel Zarzo   (Madrid, 26 d'abril de 1932 - Pozuelo de Alarcón, 16 de juny de 2025 ↔ 17 de juny de 2025) nom artístic de Manuel López Zarza, fou un actor espanyol d'àmplia trajectòria teatral i cinematogràfica.

## Biografia
Sent àdhuc molt jove, va cursar estudis de declamació, cant i ball, al mateix temps que treballa en diverses companyies de teatre ambulant, com ara Los Chavalillos de España, en la qual va recalar en 1948.
El 1951 Antonio del Amo li va donar l'oportunitat de debutar al cinema amb la pel·lícula Día tras día. Durant els següents cinc anys no va aconseguir quallar com a actor cinematogràfic i va tornar al teatre, incorporant-se a la Companyia de Gracia Montes.
A partir de 1957 finalment va iniciar la seva consolidació com a actor de cinema, i en els següents cinquanta anys va arribar a participar en més de 170 pel·lícules de tots els gèneres, especialment comèdies i nombrosos Spaghetti western.
El setembre de 1960, l'actor va romandre clínicament mort durant 2 hores. Va ser degut a un fort cop que va rebre en el pit en el mateix moment que va salvar una jove de morir estampada contra l'asfalt durant un incendi que va arrasar uns famosos magatzems de Madrid.
En televisió es va deixar veure sobretot en els últims anys de la seva carrera professional. Va interpretar, entre d'altres, a Segismundo Ballester a Fortunata y Jacinta (1980), a Bernardo Álvarez a Juncal (1989), a Tomás Alberti en la primera temporada de la sèrie Compañeros (1998), a Eugenio en El Súper (1999), a Constantino en La verdad de Laura (2002) i a Rafael en La Dársena de Poniente (2006).
Va fer un cameo a Érase un sustituto, dotzè episodi d'Aquí no hay quien viva (2003), interpretant Amador, el porter substitut.
En teatre va intervenir en muntatges com Al derecho y al revés (1984), de Michael Frayn o Doce hombres sin piedad (2001), de Reginald Rose.
En 2015 va treballar a la sèrie d'Antena 3 Amar es para siempre, on va interpretar a l'exmilitar republicà Dionisio Pérez en uns pocs episodis.
Casat  i divorciat amb María Luz Cañizares el 1959, amb qui va tenir quatre fills, un d'ells va morir sent encara un nadó, van ser pares dels també actors Flavia Zarzo i David Zarzo. Posteriorment casat amb Pilar Alonso, va tenir 2 fills, Mario i Hugo.
Manuel Zarzo, va morir el juny del 2025, a l'edat de noranta-tres anys, a la localitat de Pozuelo de Alarcón.

## Filmografia (selecció)
- Sierra maldita (1954)
- El pescador de coplas (1954).
- Saeta del ruiseñor (1957).
- El hombre que viajaba despacito (1957).
- El día de los enamorados (1959).
- Los golfos (1960).
- Margarita se llama mi amor (1961).
- El balcón de la luna (1962).
- Sabían demasiado (1962).
- Sangre en Indochina (1965).
- Siete hombres de oro (1965).
- Nuevo en esta Plaza (1966).
- Los guardamarinas(1967).
- Susana(1969).
- Las Ibéricas F.C.(1971).
- El padre de la criatura (1972).
- Lo verde empieza en los Pirineos (1973).
- El abuelo tiene un plan (1973).
- Zorrita Martínez (1975).
- La colmena (1982).
- De camisa vieja a chaqueta nueva (Rafael Gil, 1982).
- Entre tinieblas (1983).
- Epílogo (1984).
- Los santos inocentes (1984).
- Luces de bohemia (1985).
- El Lute: camina o revienta (1987).
- La noche del ejecutor (1992).
- El aliento del diablo (1993).
- El color de las nubes (1997).
- La primera noche de mi vida (1998).
- Tiovivo c. 1950 (2004).
- El Lobo (2005).
- Serie B (2011).
- Blockbuster (2013).
- Una historia criminal (2017).
- Tercera Edad - (Cortometraje) (2018)

## Televisió
- La familia Colón
  - Primavera de raza I (1967)
  - Primavera de raza II (1967)
- Crónicas de un pueblo
  - No estamos solos (1973)
  - Viejas tradiciones (1972)
- Los libros
  - La fontana de oro (1974)
- Los camioneros
  - La escapada de un viejo corredor (1974)
- Cuentos y leyendas
  - Ópera en Marineda (1975)
  - Caballo de pica (1974)
- Curro Jiménez
  - La mujer de negro (1977)
- Novela
  - Resurrección (1978)
  - El crimen de Lord Arthur (1969)
- Fortunata y Jacinta (1980).
- Teatro breve 
  - El sueño de una tarde cualquiera (1980)
  - En la boca del lobo (1980)
- Cervantes (1981)
- Estudio 1
  - Un enemigo del pueblo (1981)
  - Hoy es fiesta (1981)
  - No hay novedad, Doña Adela (1980)
  - El príncipe de Hamburgo (1967)
- Ramón y Cajal
  - Muerte de Cajal (1982)
  - Honores y condecoraciones (1982)
  - Matrimonio y oposiciones a Cátedra (1982)
- La máscara negra (1982)
- Los desastres de la guerra (1983)
- Veraneantes (1985)
- La huella del crimen
  - Jarabo (1985)
- Pepe Carvalho
  - Pigmalión (1986)
- Segunda enseñanza
  - El momento crucial del homo sapiens (1986)
- A media tarde (1986)
- Lorca, muerte de un poeta
  - La muerte (1936) (1988)
  - Una guerra civil (1935-1936) (1987)
- Gatos en el tejado
  - Entre la espada y la pared (1988)
- Primera función 
  - La idea fija (1989)
- Juncal (1989)
- La forja de un rebelde (1990)
- El orgullo de la huerta (1990-1991)
- Menos lobos (1992-1993)
- Las chicas de hoy en día
  - Las chicas de hoy en día y hogar dulce hogar (1992) ..
- Canguros
  - Mamá sale todas las noches (1994)
- El día que me quieras
  - Perdices para desayunar (1994)
- Función de noche 
  - Juguetes para un matrimonio (1994)
- Aquí hay negocio
  - Adiós para siempre (1995)
- Curro Jiménez: El regreso de una leyenda 
  - La novia robada (1995) ... Cura Lemos
- Compañeros (1998).
- El súper (1999).
- Manos a la obra (2000-2001)
- La verdad de Laura (2002).
- Aquí no hay quien viva (2003; cameo).
- Hospital central (2004)
- La dársena de poniente (2006-2007).
- Amar es para siempre (2015).
- Servir y proteger (2017).

## Premis
Medalles del Cercle d'Escriptors Cinematogràfics
| Any  | Categoria    | Pel·lícula     | Resultat  |
| ---- | ------------ | -------------- | --------- |
| 1965 | Millor actor | Labor de l'any | Guanyador |